# 木初
木初（1345年—1426年1月），字啟元，号始春，纳西族名阿得阿初（A-te A-ch'u），丽江第八代土司，官拜丽江知府。
木初是木得的长子。在未袭爵之前，木初已经多次立下战功。他曾击退吐蕃酋长卜劫的入侵。因此功绩，颖国公傅友德保举木初为千夫长，得到明太祖的准许，并兼试百户职事。1384年，木初奉命击破刀寇。1385年，平定宝山州土官知州剌密如吉的叛乱。1386年，与父亲木得一起，跟随陆仲亨，平定了巨津州土官知州阿奴聪的叛乱。1387年，平定剑川州土知州杨奴以及其部下保朱的叛乱。1388年，随西平侯沐英出征，攻陷景东、定边两地。
1390年，木得逝世。翌年，木初被明廷册封为丽江土司。木初亲自前往南京谢恩，被明太祖册封为中顺大夫、丽江知府。同年，随指挥冯诚攻永宁州，攻破蒗蕖、白交接壤处的叛军。左所盐井一带的酋长贾哈喇支持元朝，被元朝册封为平章。1393年，木初随宁远侯何福前往清剿。贾哈喇攻陷北胜、蒗蕖两州，木初协助西平侯沐春收复了这两座城池，以其地置澜沧卫。
1397年，木初击败并生擒了贾哈喇。因为这个功绩，明廷在丽江设置丽江军民府，颁发给木初印信一颗，负责守卫杨塘、节制西蕃，丽江内政听其处理。1398年，随沐春平定麓川，擒其篡位者刀幹孟，扶持思伦发复位，并得到明廷的众多赏赐。同年，木初遣子木土前去谢恩。
1404年，巨津州受到西番的入侵，土司阿戟求救。木初率兵击退了西番。1407年，明成祖册封木初为督镇，进爵中宪大夫。1412年，获赐写有“诚心报国”四字的金带。
1416年，木初退隐，由其子木土嗣位。十年后逝世。
1440年，因孙木森战功，被追封为太中大夫，其妻阿室撒亦追封淑人。

## 家族
- 父：木得
- 母：阿室社

- 妻：
  - 正室：阿室阿木相（恭人阿室撒，通安州土千户领相阿木（木仙）之女）
  - 继室：阿室罗（剌何场长官司之女）
  - 继室：阿室里
  - 继室：阿室羊

- 子：
  - 木土（阿初阿土，阿室撒所生）
  - 木娘（阿室撒所生）
  - 木戟（阿室撒所生）
  - 木迦（阿室撒所生）
  - 木均（阿室撒所生）
  - 木兴（阿室撒所生）
  - 木惠（阿室撒所生）
  - 木目（阿室罗所生）
  - 木保（阿室里所生）
  - 木都（阿室羊所生）
  - 木希（阿室羊所生）
- 女：
  - 木氏婵（阿沙，嫁鹤庆知府高兴）
  - 木氏仙（嫁木保巡检阿俗）
  - 木氏省（阿味，嫁通安州土千户阿束）
  - 木氏才（嫁北胜州知府高铭）
  - 木氏蒙（嫁邓州知州阿招）
  - 木氏梓（阿字，嫁鹤庆土千户高海）
  - 木氏勤（阿戟，嫁土巡检阿弥）
  - 木氏栽（阿习，嫁蒗蕖土知州）